# Mat Sinner
Mat Sinner, pseudonimo di Mathias Lasch (16 ottobre 1963), è un bassista, cantante e compositore tedesco di Stoccarda, noto per la sua militanza nei Sinner e nei Primal Fear, di cui è anche il fondatore.
Nell'arco della carriera ha partecipato alla registrazione di più di quaranta album in studio con diverse formazioni, oltre ad aver collaborato con svariati gruppi musicali, talvolta in veste di produttore.

## Biografia
All'età di diciassette anni iniziò a suonare nel gruppo heavy metal Sinner occupandosi sia delle parti vocali che di basso e partecipando anche alla fase compositiva.

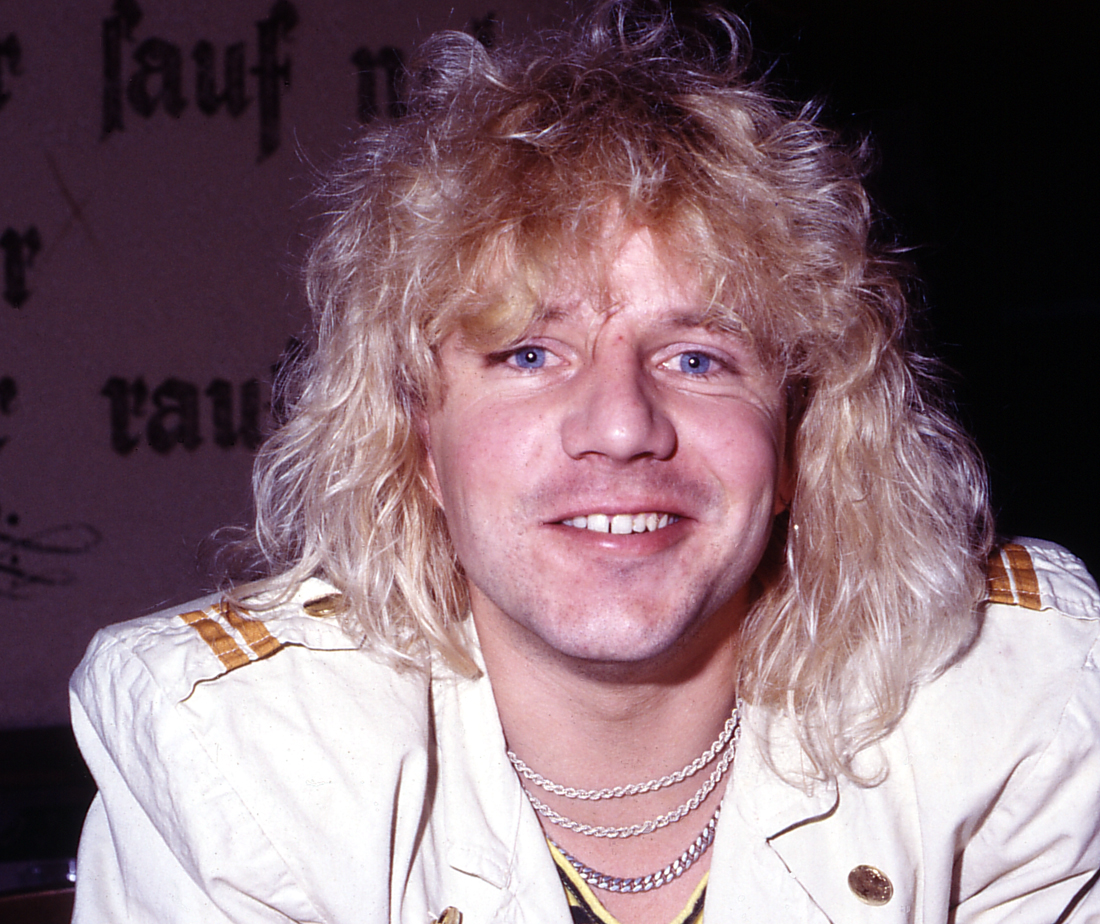
Mat Sinner nel 1987, anno in cui uscì Dangerous Charm

In dieci anni realizzò sei dischi con la band, inizialmente porponendo della sonorità tipiche dell'heavy metal tradizionale, con riferimenti alla NWOBHM, per poi passare ad uno stile più patinato, similmente ai Dokken, con gli album Comin' Out Fighting e Dangerous Charm.

Nel 1990 si dedicò ad un progetto da solista pubblicando Back to the Bullet ed i singoli Call My Name e Every Second Counts, registrati con la collaborazione di Tom Naumann e Alex Beyrodt. Dopo un paio di anni tornò ad occuparsi del suo gruppo insieme a questi due nuovi chitarristi e, a metà degli anni novanta, cominciò a proporre delle composizioni maggiormente orientate al power metal, soprattutto evidenti negli album Judgement Day del 1996 e The Nature of Evil del 1998.
Nel 1997 dopo aver appreso che il cantante Ralf Scheepers era intenzionato ad abbandonare l'attività musicale, decise di coinvolgerlo in una nuova band e così, con l'ausilio di Tom Naumann, nacquero i Primal Fear, di cui divenne anche il produttore.
A partire da fine millennio rimase quindi occupato in entrambi i gruppi e ricoprì anche un ruolo manageriale nell'etichetta discografica Nuclear Blast che però abbandonò nel 2006.
Lo stesso anno registrò un album con i Goddess Shiva che uscì nel successivo mese di febbraio.

In precedenza si dedicò a dei progetti paralleli insieme al chitarrista statunitense Rick Renstrom, con cuì nel 2003 incise il disco Until the Bitter End, e con il cantante degli Hammerfall Joacim Cans per il suo album da solista del 2004.
Sul finire del 2007 entrò a far parte anche dei Voodoo Circle, fondati da Alex Beyrodt, suo compagno nei Sinner, e due anni dopo venne coinvolto nel progetto Kiske/Somerville.
Dal 2010 inoltre è diventato organizzatore della manifestazione Rock Meets Classic, un progetto che coinvolge famosi artisti rock per delle esibizioni insieme alla Symphony Orchestra di Praga.

Nel 2011, per la Frontiers Records, registrò le parti di basso sull'album di Kimball/Jamison, gli ex cantanti rispettivamente dei Toto e dei Survivor.
Due anni dopo, nel ruolo unicamente di bassista, si unì ai Silent Force, un'altra band di Beyrodt, con cui registrò l'album Rising from Ashes.

Nel 2014 si dedicò al progetto Level 10, ancora una volta insieme allo stesso chitarrista e a Roland Grapow dei Masterplan, per la realizzazione dell'album Chapter One uscito il 23 gennaio del 2015.

## Lo stile e le influenze
Il suo stile vocale è ruvido e potente, similmente a Ronnie Atkins dei Pretty Maids; invece la sua tecnica di basso si ispira a Phil Lynott dei Thin Lizzy. Gli altri musicisti che maggiormente apprezza sono Kip Winger, Sting, Billy Idol e Steve Stevens, oltre a Steve Jones dei Sex Pistols.

## Discografia

### Da solista
- 1990 – Back to the Bullet

### Con i Voodoo Cricle

#### Album in studio

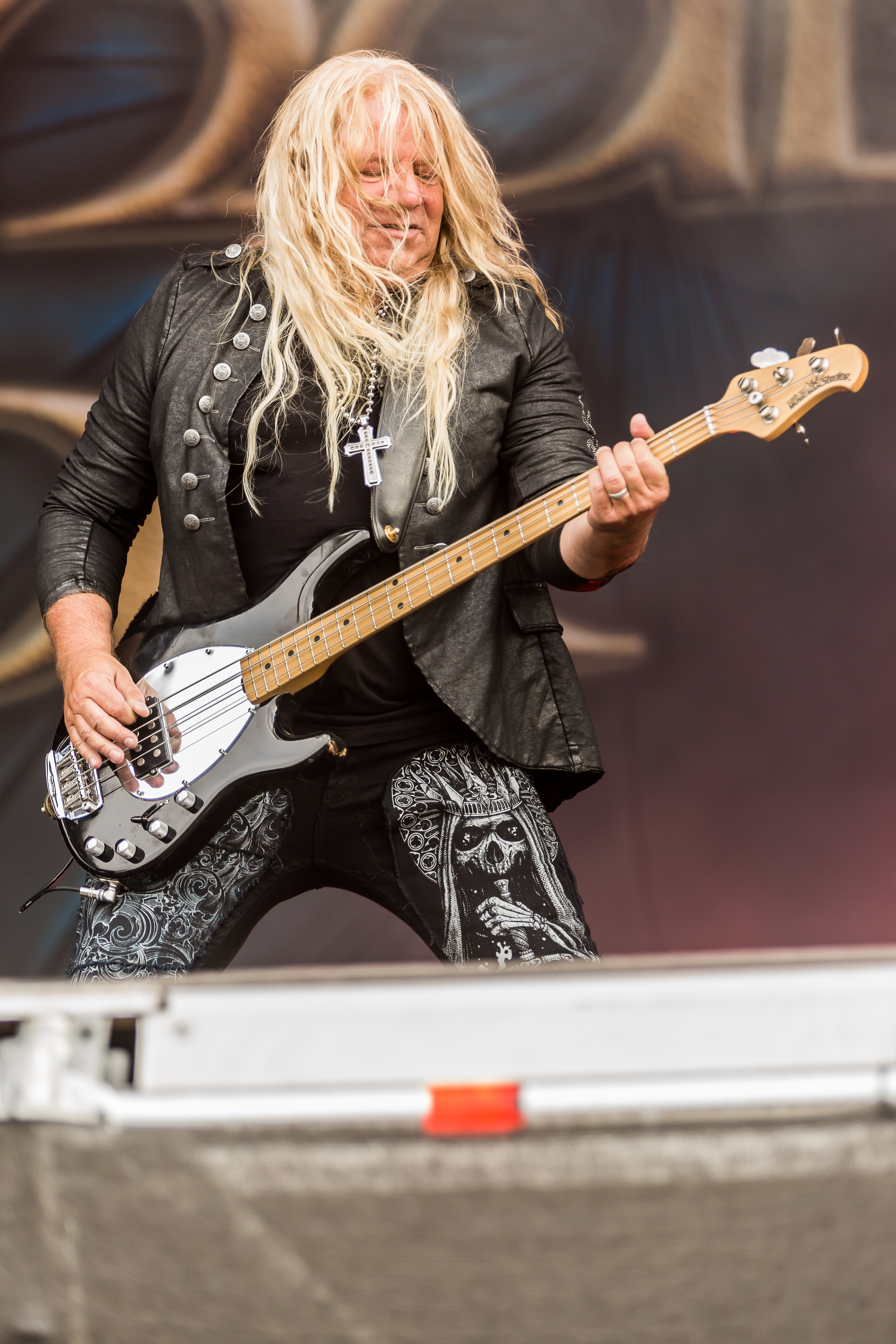
Sinner nel 2018

- 2008 – Voodoo Circle
- 2011 – Broken Heart Syndrome
- 2013 – More Than One Way Home
- 2015 – Whisky Fingers

### Con i Silent Force
- 2013  – Rising from Ashes

### Altri
Rick Renstrom
- 2003 – Until the Bitter End

Cans
- 2004 – Beyond the Gates

Goddess Shiva
- 2006 – Goddess Shiva

Kiske/Somerville
- 2010 – Kiske/Somerville
- 2015 – City of Heroes

Kimball/Jamison
- 2011 – Kimball Jamison

Level 10
- 2015 – Chapter One

## Varie apparizioni
The Heat
- 1994 – The Heat (voce in Cold Sweat cover dei Thin Lizzy)

German Rock Stars
- 2001 – Wings Of Freedom (singolo) (voce)

Tribuzy
- 2005 – Execution Tribuzy (voce in The Nature of Evil cover dei Sinner)
- 2007 – Execution – Live Reunion (basso in The Nature of Evil)

Driver
- 2008 – Sons of Thunder (basso nella title track)

Phenomena
- 2010 – Blind Faith (basso in Fighting)
- 2012 – Awakening (basso in Smash It Up)

Crystal Viper
- 2010 – Legends (voce addizionale in Blood Of The Heroes)

Wolfpakk
- 2011 – Wolfpakk (basso in alcune tracce)

Scheepers
- 2011 – Scheepers (basso e tastiera in alcune tracce)

Majesty
- 2013 – Thunder Rider (voce in Metal Union)